# 卡尔滕巴赫
卡尔滕巴赫是奥地利蒂罗尔州施瓦茨县的一个市镇。总面积56.7平方公里，总人口1234人，人口密度21.8人/平方公里（2005年）。